# BMW X7
BMW X7 là một mẫu SUV hạng sang cỡ lớn được sản xuất bởi thương hiệu xe hơi đến từ Đức BMW. Xe do hãng BMW công bố lần đầu tiên vào tháng 3 năm 2014 và chính thức ra mắt vào ngày 17 tháng 10 năm 2018, với những đơn đặt trước được thực hiện thông qua hình thức trực tuyến. X7 được đưa vào dây chuyền lắp ráp ở nhà máy Spartanburg, Nam Carolina (Mỹ) vào cùng năm đó và bắt đầu có mặt tại các showroom từ tháng 3 năm sau. Đây là mẫu SUV đầu bảng của BMW, cạnh tranh với những đối thủ cùng phân khúc như Mercedes-Benz GLS và Range Rover.

## Ra mắt và phát triển
BMW đã mang đến những nét phát họa đầu tiên về X7 thông qua bản Concept X7 iPerformance ra mắt tại Triển lãm Ô tô Quốc tế năm 2017 ở Frankfurt. Quá trình sản xuất dòng xe này chính thức diễn ra vào năm 2018 tại nhà máy BMW nằm ở thành phố Greer thuộc bang Nam Carolina, dự kiến xuất xưởng khoảng 45.000 chiếc mỗi năm.
X7 được thiết kế dựa trên nền tảng khung gầm BMW CLAR có cấu trúc sử dụng vật liệu nhôm và thép cường lực cao tương tự như dòng X5 G05, tuy nhiên X7 lại cao hơn và rộng hơn, đồng thời được kéo dài thêm để mở rộng khoang hành lý cũng như hàng ghế thứ ba, vốn là trang bị tiêu chuẩn và thoải mái kể cả với người lớn (trên X5 thì đây là tính năng tùy chọn và chỉ dành cho trẻ em). Trái với X5, xe không sử dụng hệ dẫn động bốn bánh mà thay vào đó là toàn bộ bánh (xDrive) đối với tất cả các phiên bản. Ở châu Âu, động cơ xăng và diesel là mặc định, còn đối với thị trường Mỹ thì các tùy chọn chỉ gói gọn ở loại động cơ xăng 6 xi lanh thẳng hàng V8.
G07 trang bị hệ thống treo khí nén tự động với thiết kế tay đòn kép đặt ở phía trước và đa điểm nằm ở phía sau. Gầm xe có thể nâng lên hoặc hạ xuống khoảng 40 mm (1,6 in), còn nếu chức năng Sport được kích hoạt hay khi vận tốc đạt mức 138 km/h (86 mph) thì thân xe sẽ tự động hạ thấp 20 mm (0,8 in). Thể tích cốp rơi vào khoảng 326 lít (11,5 ft khối) hoặc 2.120 lít (75 ft khối) nếu gập xuống hàng ghế sau.
Tất cả các biến thể chạy xăng và diesel đều được trang bị bộ lọc khí thải động cơ và đáp ứng tiêu chuẩn khí thải Euro 6d-TEMP. Thị trường Châu Âu có sẵn phiên bản M50i, còn đối với những thị trường bên ngoài thì sẽ là xDrive50i.
Vào tháng 7 năm 2019, một mẫu concept bán tải đã được trình làng, tuy nhiên vẫn chưa có kế hoạch sản xuất đại trà dòng xe này. Theo đó, 12 học viên của BMW đã bắt tay chế tạo mẫu xe này trong 10 tháng mà không có sự hỗ trợ từ bất kỳ chuyên gia nào. Phiên bản bán tải được phát triển từ X7 đã loại bỏ hàng ghế thứ ba, thùng sau với mặt sàn lót bằng gỗ đủ diện tích để chở theo một chiếc mô tô tầm trung BMW F850 GS 2019. Đội ngũ phát triển đã sử dụng vật liệu polyme gia cố bằng sợi carbon nhẹ cho mui xe, cửa cốp sau và thùng chở hàng, bên cạnh việc loại bỏ một số cấu trúc nhất định đã giúp cắt giảm trọng lượng xe lên đến 200 kg (440 pound).

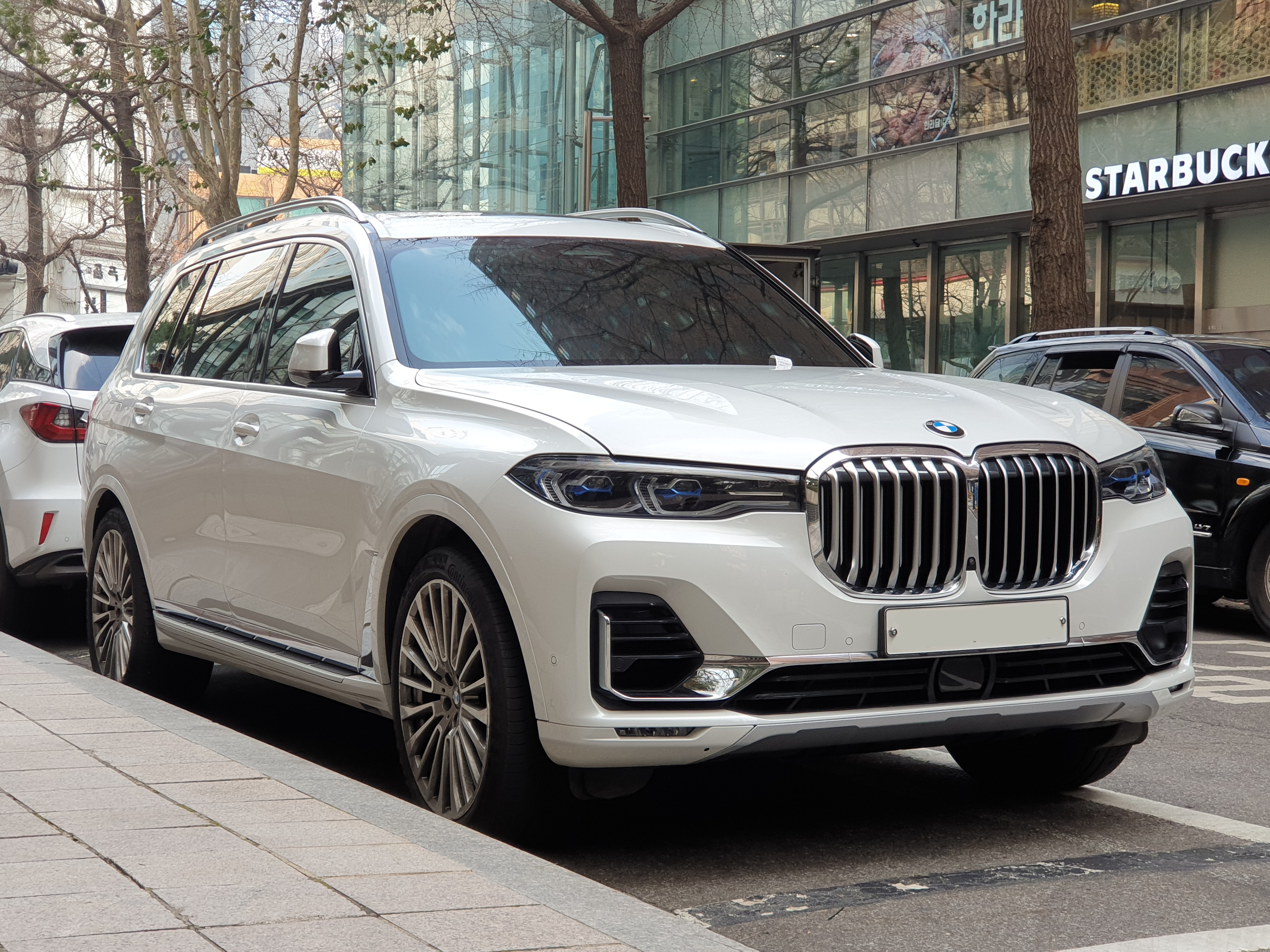
BMW X7 xDrive 30d
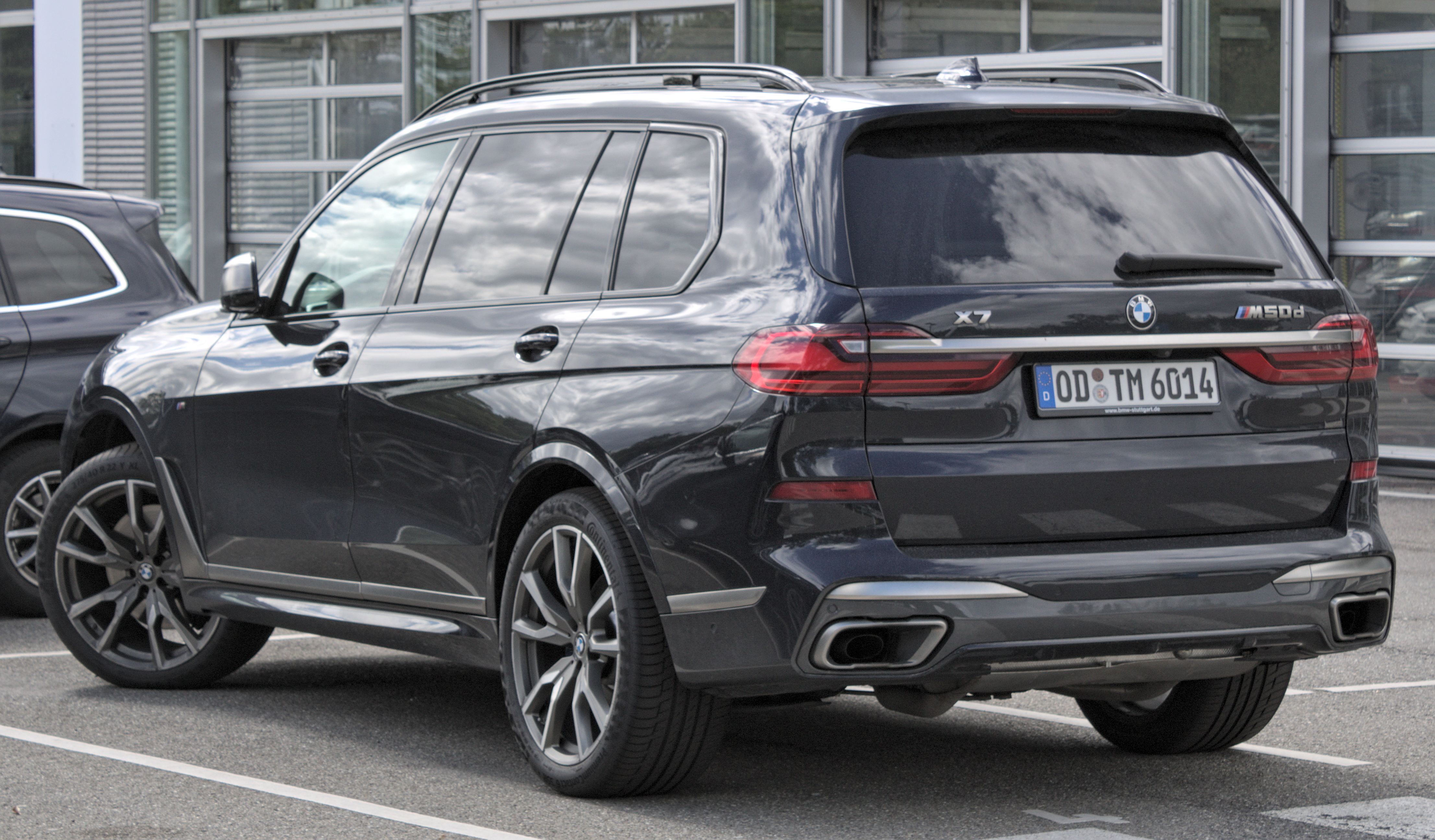
BMW X7 M50d 2020
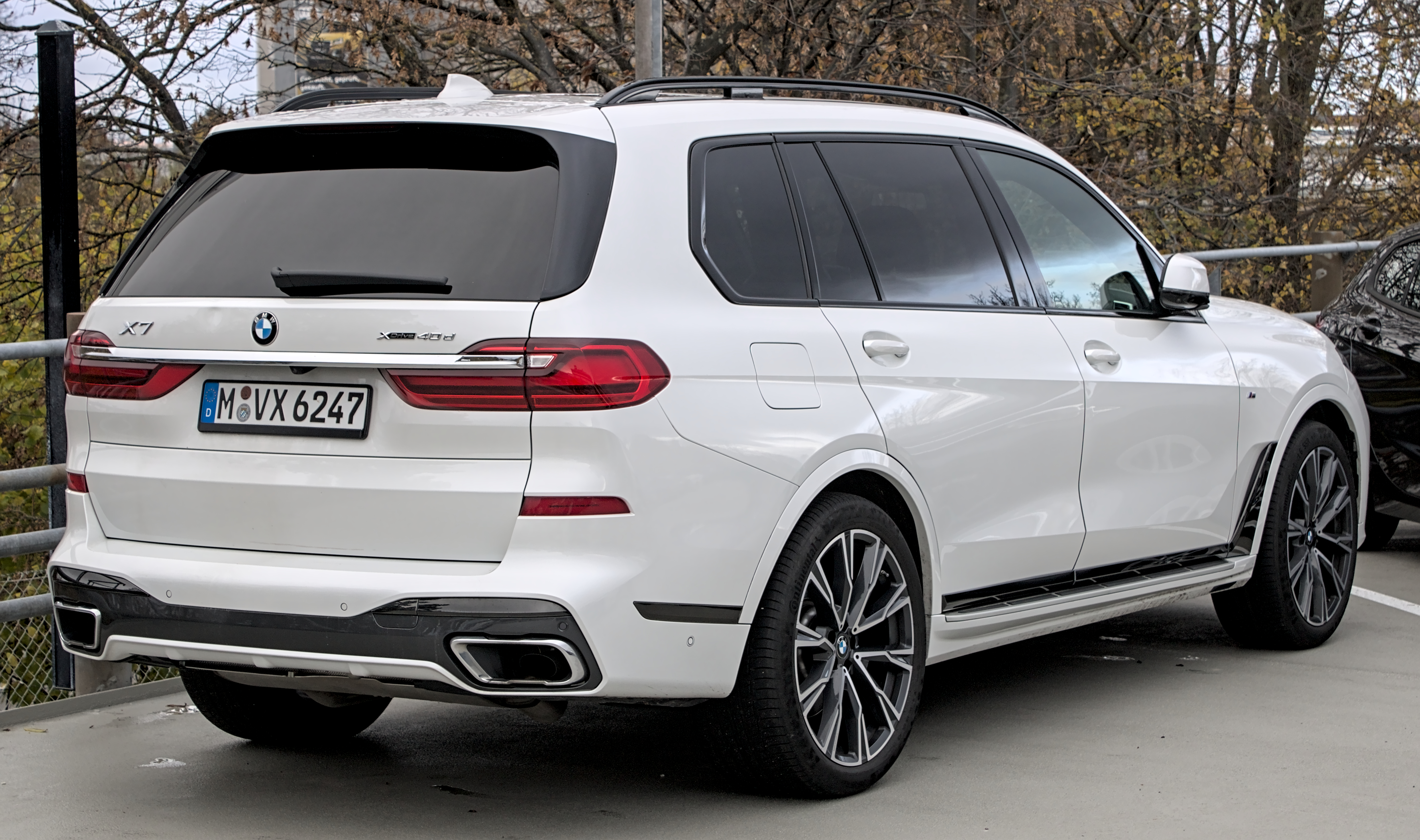
BMW X7
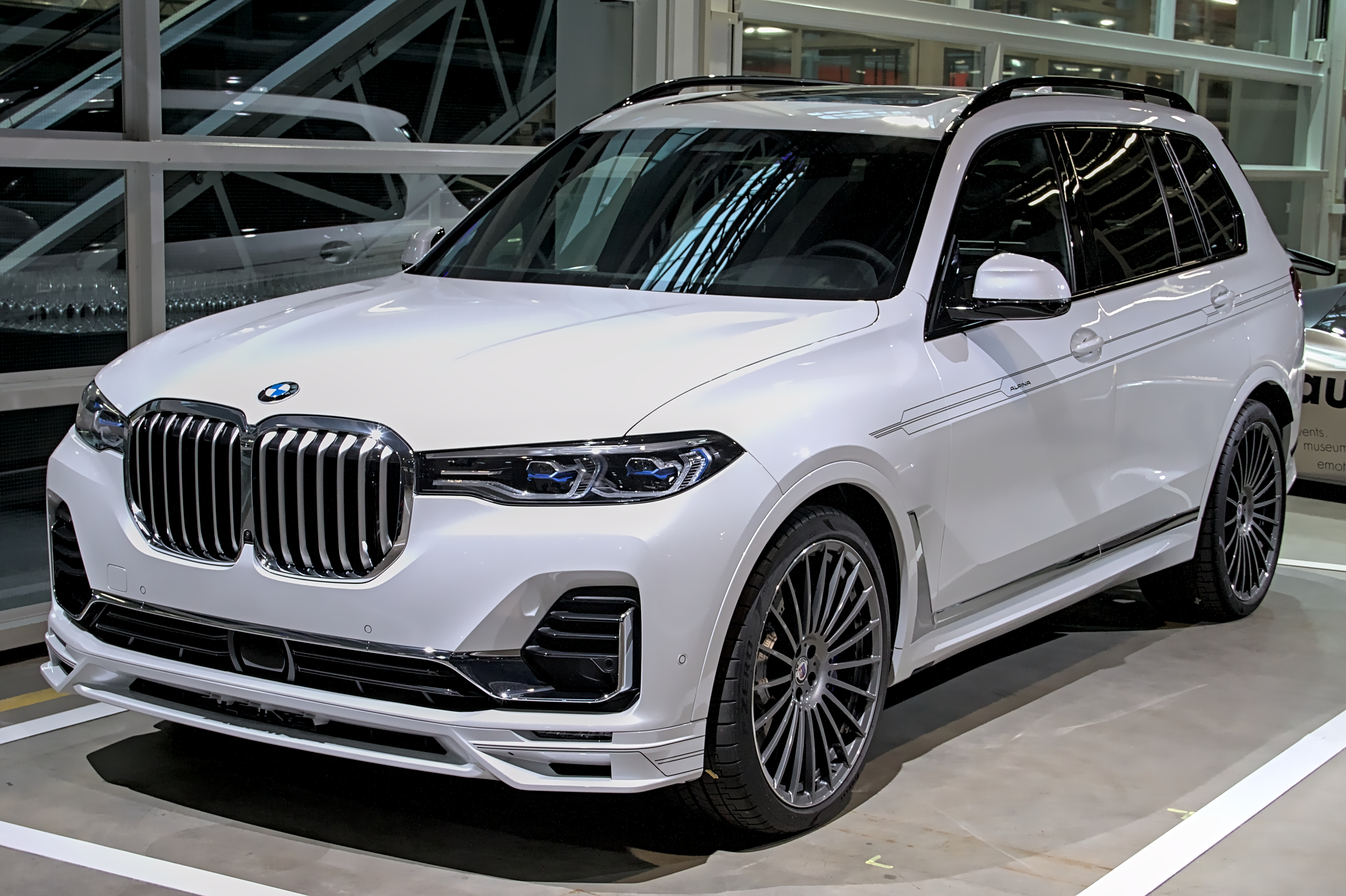
Alpina XB7 2021
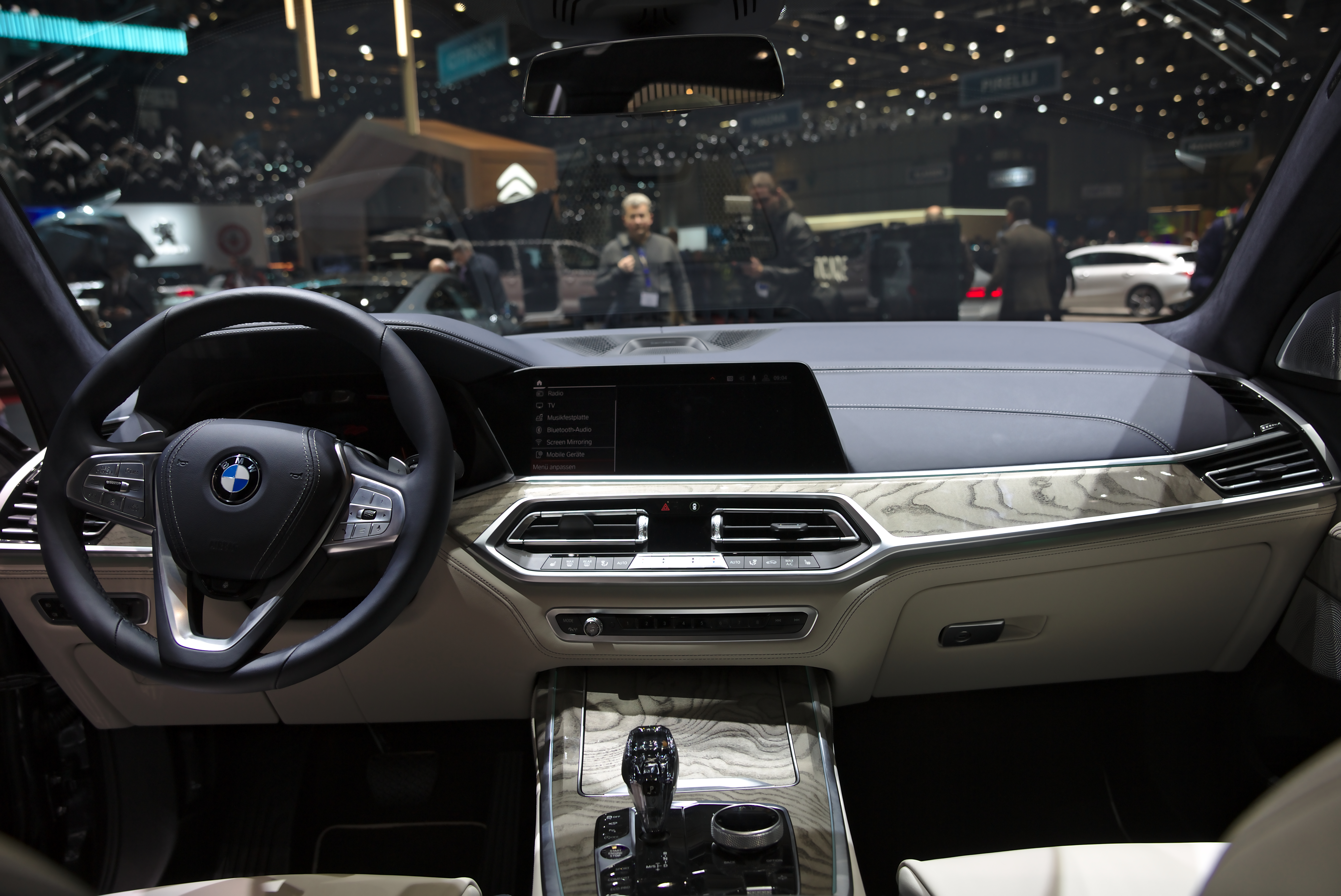
Nội thất (trước Facelift)

## Facelift
Vào tháng 4 năm 2022, BMW đã cho ra mắt bản nâng cấp giữa vòng đời của X7 với những thay đổi và công nghệ mới. Thiết kế của phiên bản này rất giống với thế hệ đầu tiên, trong đó những thay đổi nhỏ chủ yếu nằm ở phần hông và phía đuôi xe. Điểm khác biệt lớn nhất nằm ở mặt trước của xe, với kiểu đèn pha hợp nhất đã được tách đôi và chia thành hai tầng. Ngoài ra, màn hình điều khiển trung tâm dạng cong cũng được nối liền với cụm đồng hồ đo kỹ thuật số 12,3 inch và đặt giữa phần nội thất dường như không có gì khác so với trước đây. Nhiều ý kiến cho rằng đèn pha tách đôi có chức năng tăng tỉ lệ thiết kế mặt trước khi so với phần lưới tản nhiệt ngoại cỡ. Bên cạnh đó, loại đèn pha kiểu mới này cũng xuất hiện trên các dòng 7 Series và i7 ra mắt cùng năm.

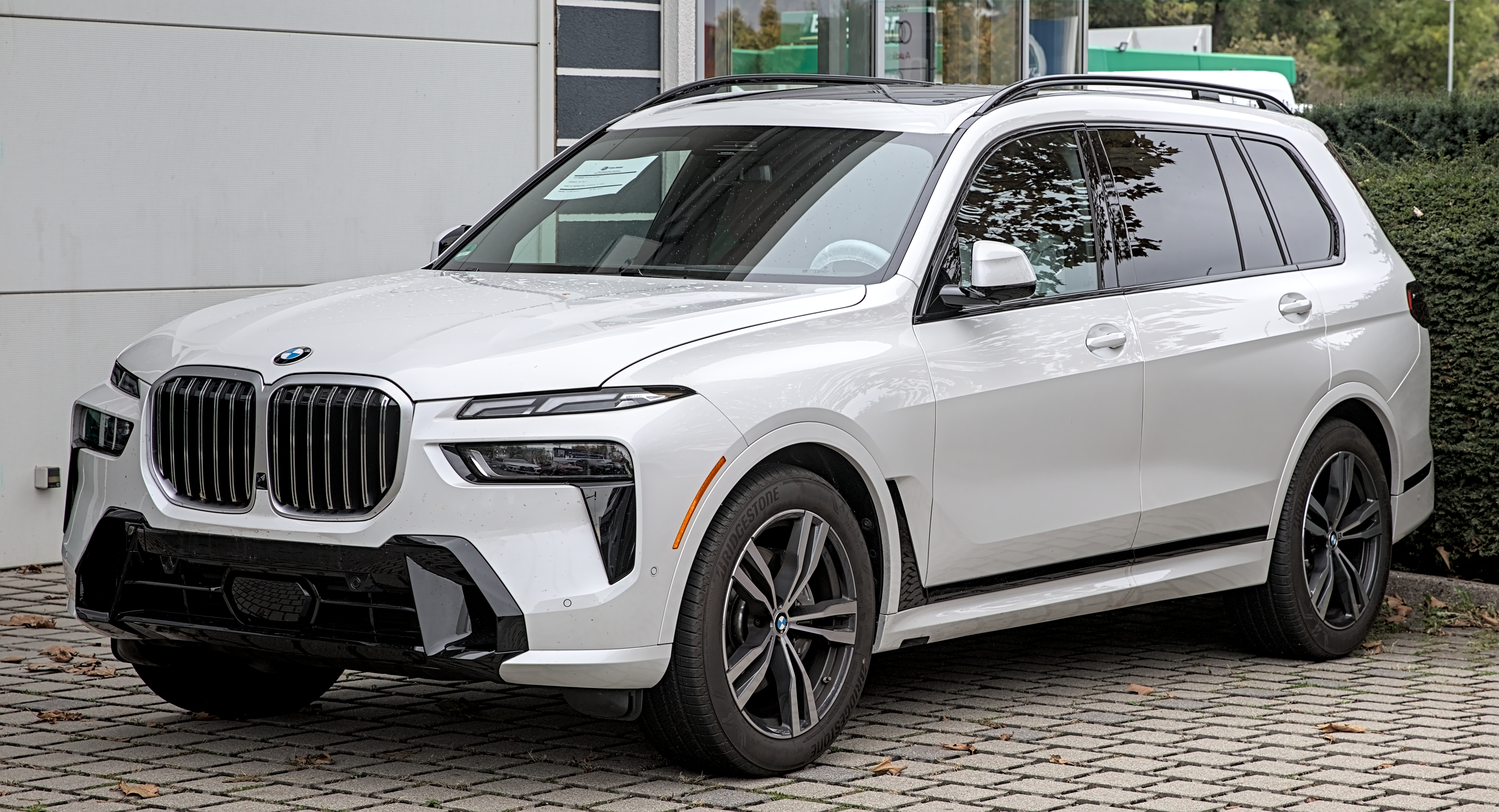
BMW X7 2022
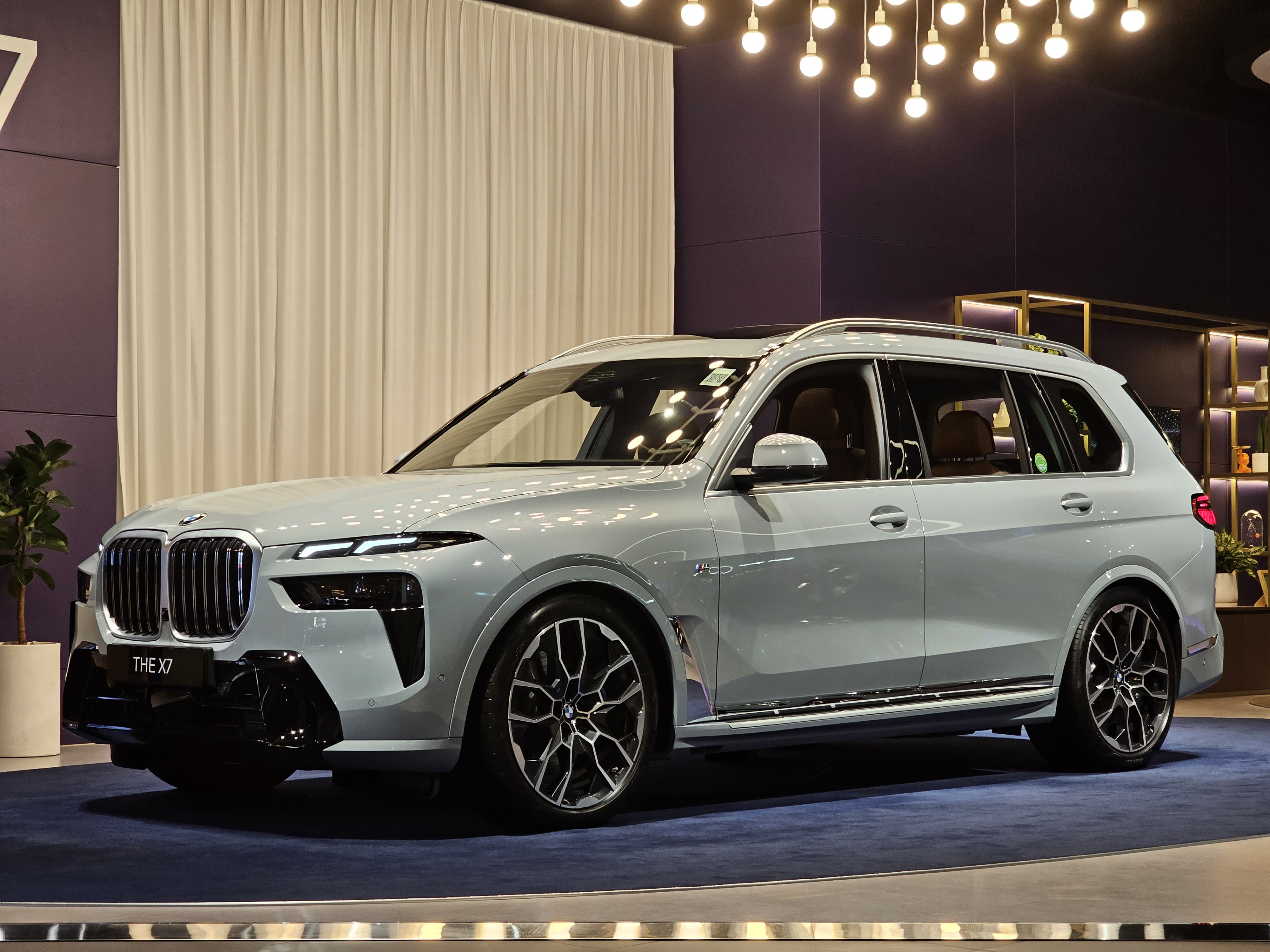
BMW X7 2022 với gói M Sport
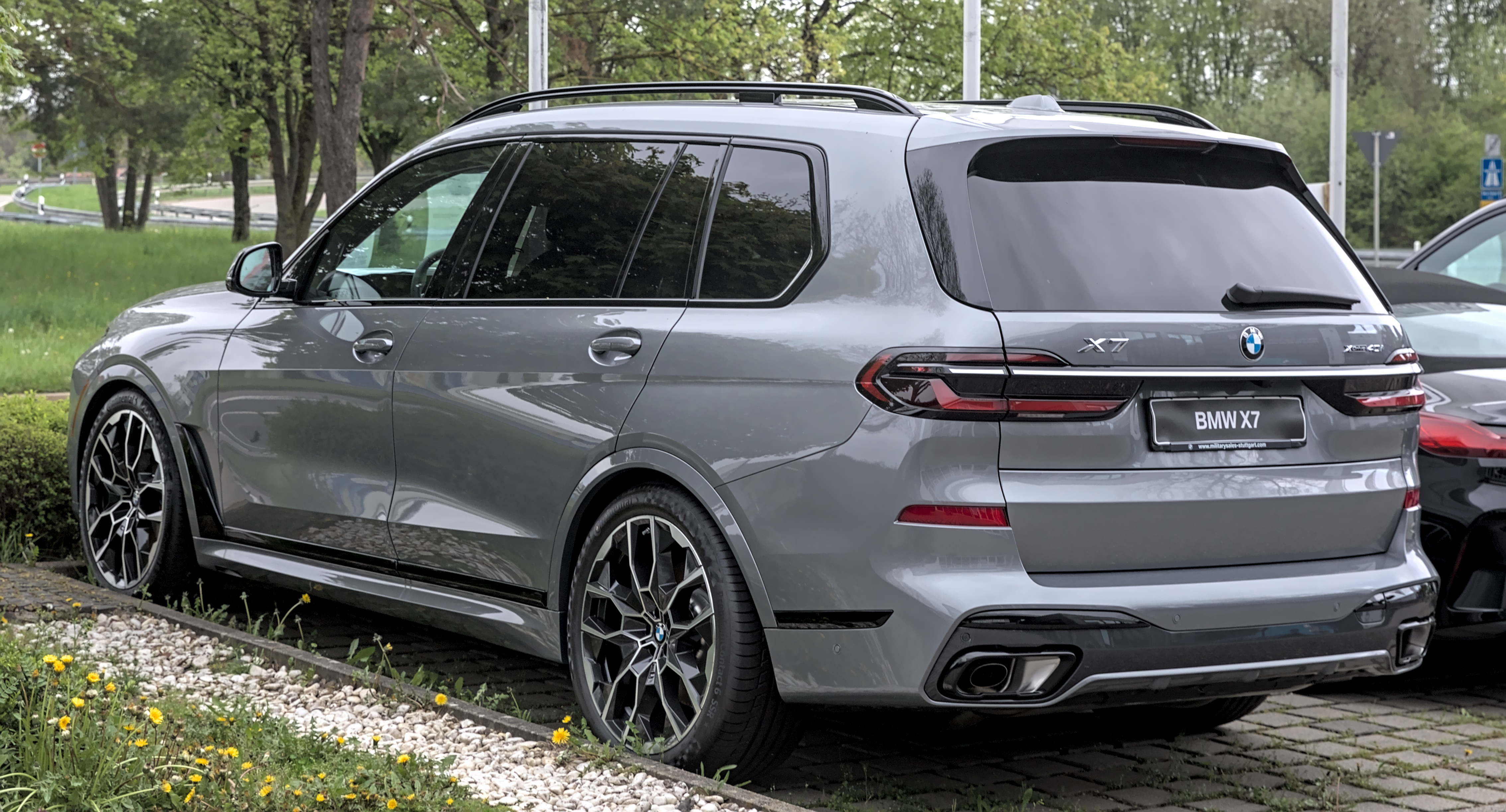
BMW X7 2022
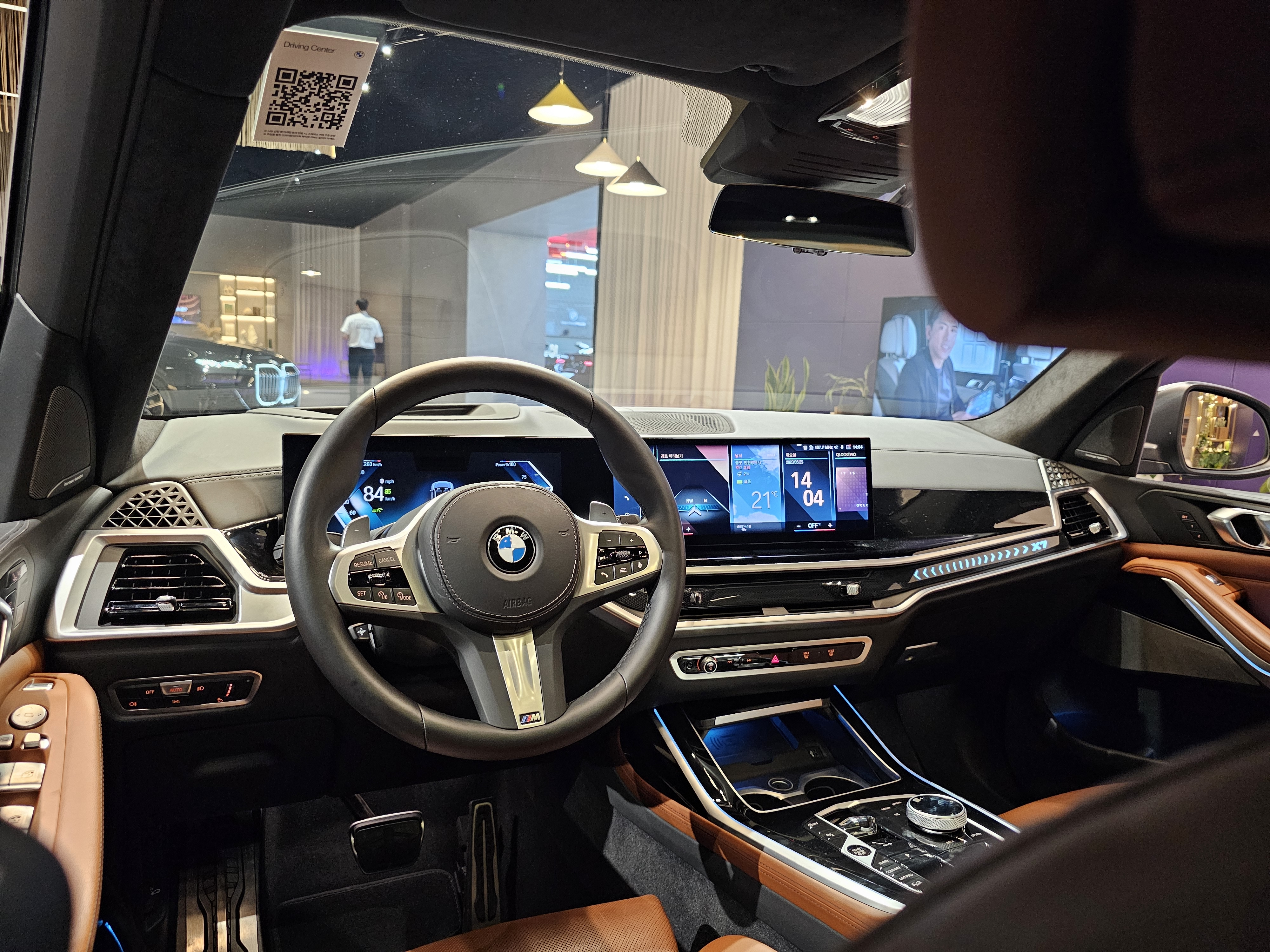
Nội thất
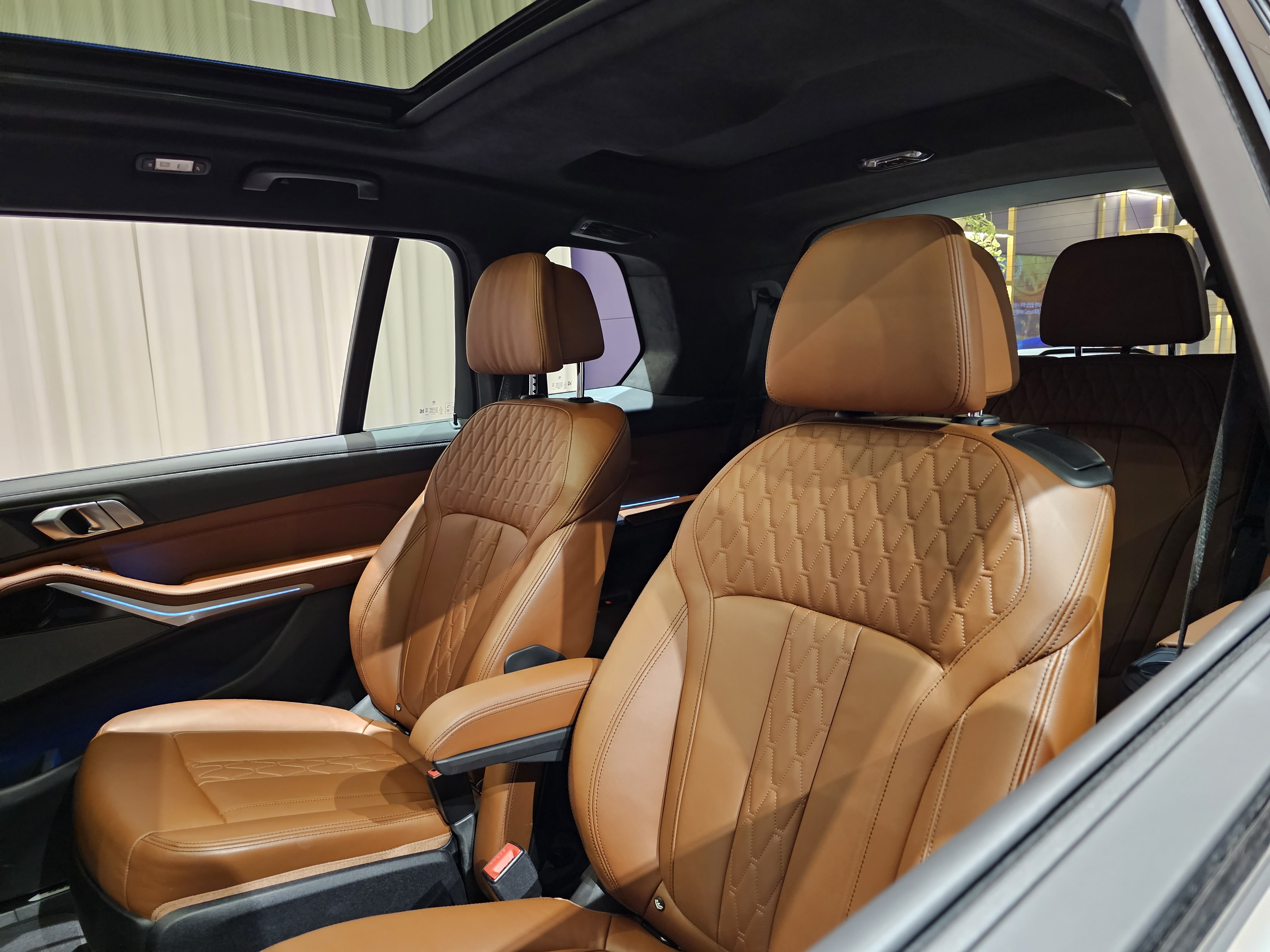
Ghế sau

## Trang bị
Những trang bị tiêu chuẩn trên X7 bao gồm da Vernasca, điều hòa bốn vùng độc lập, hệ thống thông tin liên lạc iDrive 7.0, đèn pha Adaptive LED, bộ sạc không dây, cũng như ba hàng ghế chỉnh điện có tích hợp chức năng sưởi ấm. Hàng ghế giữa có ba chỗ ngồi, tuy nhiên cũng có thể chuyển thành hai chỗ. Bên cạnh đó, X7 còn cung cấp hệ thống hỗ trợ lái xe gồm các chức năng như Kiểm soát hành trình tự động và Phát hiện va chạm sử dụng phanh. Những tùy chọn tiện nghi khác bao gồm giá để cốc có thể điều chỉnh nóng lạnh, cửa sổ trời toàn cảnh panorama trang bị đèn LED có thể thay đổi màu, độ sáng và giả lập hiệu ứng bầu trời sao như trên xe siêu sang. Ngoài ra, gói địa hình của X7 cũng bổ sung các chế độ lái tùy chọn, điều chỉnh chiều cao xe, khả năng tăng tốc và độ nhạy hộp số, cùng với hệ thống kiểm soát lực kéo.
Hệ thống hiển thị thông tin cụm đồng hồ trên X7 có gắn một camera để đảm bảo người lái tập trung lái xe trong khi các chức năng tự động đang kích hoạt, đồng thời cho phép rời tay khỏi vô lăng trong tối đa một phút. Ngoài ra, hệ thống còn tích hợp thêm màn hình thông tin kính lái hiển thị bản đồ với các chỉ dẫn về hướng đi cũng như tốc độ.

## Các phiên bản

### Động cơ xăng
| Phiên bản  | Năm       | Động cơ tăng áp                | Công suất                         | Mô-men xoắn                           | 0–100 km/h (0–62 mph) |
| ---------- | --------- | ------------------------------ | --------------------------------- | ------------------------------------- | --------------------- |
| xDrive40i  | 2018–2022 | 6 xi lanh thẳng hàng B58 3.0 L | 250 kW (335 hp) ở 5,500–6,500 rpm | 450 N⋅m (332 lb⋅ft) ở 1,500–5,200 rpm | 5.8 giây              |
| xDrive40i  | 2023-     | 6 xi lanh thẳng hàng B58 3.0 L | 280 kW (375 hp) ở 5,500–6,500 rpm | 520 N⋅m (384 lb⋅ft) ở 1,500–5,200 rpm | 5.6 giây              |
| xDrive50i  | 2018–2020 | V8 N63 4.4 L                   | 340 kW (456 hp) ở 5,250–6,000 rpm | 650 N⋅m (479 lb⋅ft) ở 1,500–4,750 rpm | 5.4 giây              |
| M50i       | 2019–2022 | V8 N63 4.4 L                   | 390 kW (523 hp) ở 5,500–6,000 rpm | 750 N⋅m (553 lb⋅ft) ở 1,800–4,600 rpm | 4.5 giây              |
| M60i       | 2023–     | V8 S68 4.4 L                   | 390 kW (523 hp) ở 5,500–6,000 rpm | 750 N⋅m (553 lb⋅ft) ở 1,800–4,600 rpm | 4.7 giây              |
| Alpina XB7 | 2020–     | V8 N63 4.4 L                   | 457 kW (613 hp) ở 5500–6600 rpm   | 800 N⋅m (590 lb⋅ft) ở 2,000–5,000 rpm | 4.2 giây              |

### Động cơ diesel
| Phiên bản | Năm       | Động cơ tăng áp                | Công suất                  | Mô-men xoắn                         | 0–100 km/h (0–62 mph) |
| --------- | --------- | ------------------------------ | -------------------------- | ----------------------------------- | --------------------- |
| xDrive30d | 2018–     | 6 xi lanh thẳng hàng B57 3.0 L | 195 kW (261 hp) ở 4000 rpm | 620 N⋅m (457 lb⋅ft) ở 2000–2500 rpm | 7.0 giây              |
| xDrive40d | 2020–     | 6 xi lanh thẳng hàng B57 3.0 L | 250 kW (335 hp) ở 4400 rpm | 700 N⋅m (516 lb⋅ft) ở 1750–2250 rpm | 6.1 giây              |
| M50d      | 2018–2020 | 6 xi lanh thẳng hàng B57 3.0 L | 294 kW (394 hp) ở 4400 rpm | 760 N⋅m (561 lb⋅ft) ở 2000–3000 rpm | 5.4 giây              |